# Хэпин (Тяньцзинь)
Хэпи́н (кит. упр. 和平, пиньинь Hépíng) — район городского подчинения города центрального подчинения Тяньцзинь (КНР). Здесь находится политический и деловой центр Тяньцзиня. Район занимает площадь около 10 км², и является самым маленьким из районов Тяньцзиня.

## История
После проигрыша Китаем Второй Опиумной войны в 1860 году и занятия европейскими державами земель в Тяньцзине под концессии, на территории современного района Хэпин разместились британская, французская и японская концессии.
Район Хэпин был образован в 1956 году. В 1958 году в него вошли земли расформированного района Синьхуа (新华区).

## Административное деление
Район Хэпин делится на 6 уличных комитетов.

## Язык
Местные жители говорят на тяньцзиньском диалекте.

## Достопримечательности
- Собор Святого Иосифа
- Тяньцзиньский всемирный финансовый центр